# إتيان شوفالييه
إتيان شوفالييه (بالفرنسية: Étienne Chevalier)‏ هو أمين الخزينة فرنسي، ولد في 1410 في مولن في فرنسا، وتوفي في 1474.